# 大分県立中津東高等学校
大分県立中津東高等学校（おおいたけんりつ なかつひがしこうとうがっこう）は、大分県中津市にある実業高等学校である。

## 概要
2009年（平成21年）4月に大分県立中津商業高等学校と大分県立中津工業高等学校とを統合し、総合選択制高校として中津工業高校の校地に新規に開設された。これに伴い、中津商業高校及び中津工業高校は2009年度（平成21年度）から生徒の新規募集を停止し、2010年度（平成22年度）末に閉校している。
なお、1951年（昭和26年）から1965年（昭和40年）にも、同名の中津東高等学校（旧中津東高校）が存在していた。この旧中津東高校は中津工業高校及び中津商業高校の前身に当たるが、本校は旧中津東高校とは別の新設校である。

## 設置学科
全日制課程
- 工業科
  - 機械科（1学級）
  - 電気科（1学級）
  - 土木科（1学級）
  - 生産システム科（1学級）
- 商業科
  - ビジネス会計科（1学級）
  - ビジネス情報科（1学級）

定時制課程
- 機械科（1学級）
- 商業科（1学級）

## 部活動
- サッカー部 - 本校に統合された旧中津工業も大分県ではサッカーの強豪校として知られていた。中津東高校となった後には、全国高等学校サッカー選手権大会（冬の国立）に、2009年（第88回大会）及び2012年（第91回大会）から2014年（第93回大会）までの3年連続で、大分県代表として出場している。なお、前身校の旧中津東は2回、旧中津商業は1回、旧中津工業は6回、同大会に出場している。[要出典]
  - 2009年（第88回大会） - 旧中津工業との合同チームとして出場
  - 2012年（第91回大会） - 2回戦帝京長岡高校に敗北
  - 2013年（第92回大会） - 2回戦市立船橋高校に敗北
  - 2014年（第93回大会） - 1回戦青森山田高校に勝利、2回戦郡山高校に勝利、3回戦履正社高校に敗北、学校初のベスト16[2]
- 傷害事件 - 2016年7月21日、柔道部の乱取り稽古中、男子生徒のこぶしが顧問教諭の左頭部に当たり、教諭が右手で生徒の左頬を数回殴打。生徒は翌日、病院で受診して頸椎ねんざで約一ヶ月の入院、脳脊髄液漏出症、中心性頸髄損傷の診断が出て以降、通院生活を送る。後、被害生徒の保護者が中津警察署に被害届を提出、同署は傷害の疑いで捜査[3][4]。

## 所在地
- 大分県中津市上如水145-3

## 出身者
前身の中津商業出身者については大分県立中津商業高等学校#著名な出身者、中津工業出身者については大分県立中津工業高等学校#著名な出身者参照。

## アクセス
- 最寄駅はJR日豊本線 東中津駅